# Draadgeleid wapen
Een Draadgeleid wapen is een wapen dat geleid wordt door signalen die via een dun draadje worden verzonden dat uitgerold wordt tijdens de vlucht. Meestal gaat het om raketten, maar er bestaan ook draadgeleide torpedo's. Het systeem wordt vooral gebruikt voor antitank raketten, waar de mogelijkheid van gebruik met beperkt zicht handig is terwijl de maximumafstand, de lengte van het draad, geen groot probleem is.
Draadgeleiding is natuurlijk beperkt door de lengte van de draad; De raketten met het grootste bereik hebben op dit moment een limiet van ongeveer 4 km. De Tube-Launched, Optically Tracked, Wire-Guided Missile System (TOW), met een bereik van 3750 m en de Britse Swingfire raket, die vanaf voertuigen 4000 m kan vliegen.

## Geschiedenis
Draadgeleiding werd voor het eerst gebruikt door de Duitsers tijdens de Tweede Wereldoorlog. De meeste van hun projecten gebruikten radiografische besturing, maar de Britten bleken in staat alle methodes die zij gebruikten te verstoren, daarom startten gehaaste projecten in 1944 om alternatieven te ontwikkelen. Het eerste systeem dat draadgeleid gemaakt werd was de Henschel Hs 293B antischeepvaartraket, maar deze was gereed nadat de Geallieerden al op kracht waren in Frankrijk. Andere voorbeelden van draadgeleide wapens uit die tijd zijn de X-4 antilucht en de X-7 antitank versie van de X-4.
In de naoorlogse periode had de X-7 het meeste effect op militaire denkers. In het begin van de jaren '50 werden een aantal experimentele systemen ontwikkeld, die leiden tot hun wijdgespreide gebruik aan het einde van de jaren 50 en in het begin van de jaren '60. Grote aantallen Israëlische tanks werden vernietigd met draadgeleide AT-3 Sagger raketten tijdens de Jom Kipoeroorlog in 1973. Draadgeleiding is het belangrijkste systeem gebleven voor veel kleinere wapens, hoewel nieuwe technieken zoals lasergeleiding in gebruik zijn geraakt bij antilucht en sommige antitankrollen.